# Bassala Bagayoko
Bassala Bagayoko (Bamako, 10 de septiembre de 1912) es un jugador de baloncesto malíense que juega de pívot y forma parte de la plantilla del Zornotza Saskibaloi Taldea de la Segunda FEB, cedido por Bilbao Basket.

## Trayectoria deportiva
Es un jugador formado en las categorías inferiores del Santa Lucía Basket de las Islas Canarias, con el que disputaría en 2019 el Campeonato de España Infantil y la Minicopa Endesa invitado por el Iberostar Tenerife. En la temporada 2019-20, llega a Madrid para jugar en el Baloncesto Alcalá.
En la temporada 2020-21, ingresa en la cantera del Baloncesto Fuenlabrada y alternaría su equipo júnior con el de Liga EBA, además de participar en entrenamientos con el primer equipo de Liga Endesa.
El 25 de abril de 2021, hace su debut con Baloncesto Fuenlabrada en Liga Endesa con 14 años, siete meses y 15 días. El pívot disputó 9 minutos y 11 segundos en los que anotó 2 puntos, en una derrota frente al Real Madrid por 76 a 90 en la jornada 33 de liga de la temporada 2020-21. Bagayoko bate el récord de Ricky Rubio establecido en 2005, convirtiéndose en el jugador más joven en la historia de la Liga ACB, con 5.341 días.
El 16 de agosto de 2024 se oficializó su fichaje por cuatro temporadas por el Bilbao Basket.
El 31 de enero de 2025, firma por el Zornotza Saskibaloi Taldea de la Segunda FEB, cedido por Bilbao Basket.

## Logros y reconocimientos

### Clubes
Bilbao Basket
FIBA Europe Cup (1): 2025.